# Список эпизодов мультсериала «Харли Квинн»
Список эпизодов мультсериала «Харли Квинн», американской чёрной комедии об одноимённой суперзлодейке DC Comics, насчитывает 56 серий и спецвыпуск.
Премьера сериала состоялась 29 ноября 2019 года; дебютный сезон завершился 21 февраля 2020 года. Серии второго сезона выходили с 3 апреля по 26 июня 2020 года. 18 сентября того же года сериал был официально продлен на третий сезон, а также было объявлено о переходе на HBO Max после реструктуризации стримингового сервиса DC Universe. Премьера третьего сезона состоялась 28 июля 2022 года. 31 августа сериал был продлён на четвёртый сезон, который начался 27 июля 2023 года. Пятый сезон начался 16 января 2025 года.
9 февраля 2023 года состоялся выход отдельного 44-минутного специального эпизода под названием Harley Quinn: A Very Problematic Valentine’s Day Special.

## Обзор сезонов
| Сезон              | Серии              | Серии              | Даты показа    | Даты показа      | Даты показа |
| Сезон              | Серии              | Серии              | Первая серия   | Последняя серия  | Канал       |
| ------------------ | ------------------ | ------------------ | -------------- | ---------------- | ----------- |
| 1                  | 13                 | 13                 | 29 ноября 2019 | 21 февраля 2020  | DC Universe |
| 2                  | 13                 | 13                 | 3 апреля 2020  | 26 июня 2020     | DC Universe |
| 3                  | 10                 | 10                 | 28 июля 2022   | 15 сентября 2022 | HBO Max     |
| Специальный выпуск | Специальный выпуск | Специальный выпуск | 9 февраля 2023 | 9 февраля 2023   | HBO Max     |
| 4                  | 10                 | 10                 | 27 июля 2023   | 14 сентября 2023 | Max         |
| 5                  | 10                 | 10                 | 16 января 2025 | 20 марта 2025    | Max         |

## Эпизоды

### 1 сезон (2019—2020)
| № общий | № в сезоне | Название                                                     | Режиссёр                               | Сценарист                                 | Премьерный показ |
| --- | ---------- | ------------------------------------------------------------ | -------------------------------------- | ----------------------------------------- | ---------------- |
| 1 | 1          | «Пока смерть не разлучит нас» «Til Death Do Us Part»         | Хуан Хосе Меса-Леон                    | Дин Лори, Джастин Халперн, Патрик Шумакер | 29 ноября 2019   |
| После неудачного ограбления яхты Харли Квинн, преданная своим боссом и любовником Джокером, попадает в руки Бэтмена, а затем и в лечебницу Аркхем. Тем не менее, девушка по-прежнему влюблена в Джокера и ежедневно ждёт, что тот вот-вот спасёт её. Больницу ей удаётся покинуть лишь через год при помощи своей лучшей подруги Ядовитого Плюща. Айви использует Загадочника, чтобы открыть девушке глаза на Джокера. Харли Квинн рвёт со своим бывшим возлюбленным. Она меняет свой образ и избавляется от костюма арлекина. Теперь Харли Квинн собирается стать самостоятельной суперзлодейкой Готэма и попасть в злодейскую организацию «Легион Смерти».                                                                    |            |                                                              |                                        |                                           |                  |
| 2 | 2          | «Высокая планка» «A High Bar»                                | Мэтт Гарофало, Бен Джонс, Фрэнк Марино | Джейн Бекер                               | 6 декабря 2019   |
| Харли Квинн отправляется на бар-мицву племянника Пингвина, Джошуа, поскольку на мероприятии будут присутствовать члены «Легиона Смерти». Она пытается впечатлить их, ограбив сейф, но тот оказывается муляжом, приготовленным для Джошуа. Тем временем ради шутки Кайтмен распыляет феромоны Ядовитого Плюща на детей. Дети влюбляются в Айви, а затем начинают превращаться в деревья. |            |                                                              |                                        |                                           |                  |
| 3 | 3          | «Так тебе нужна команда?» «So You Need a Crew?»              | Сесилия Аранович                       | Джесс Дуэк                                | 13 декабря 2019  |
| Харли Квинн пытается собрать команду приспешников, но никто не хочет с ней работать, поскольку её никто не воспринимает всерьёз. В конечном итоге с ней соглашается сотрудничать Доктор Психо, от которого другие злодеи отвернулись из-за его женоненавистничества. Попутно к команде Харли присоединяется Глиноликий. Первым делом новоиспечённая команда грабит особняк Макси Зевса. |            |                                                              |                                        |                                           |                  |
| 4 | 4          | «В поисках Мистера Совершенство» «Finding Mr. Right»         | Хуан Хосе Меса-Леон                    | Джесс Дуэк                                | 20 декабря 2019  |
| Харли Квинн ищет себе заклятого врага среди супергероев. Она бы хотела себе крутого врага, наподобие Бэтмена или Супермена, но сражаться ей приходится с Робином. К команде Харли присоединяется Король Акул. |            |                                                              |                                        |                                           |                  |
| 5 | 5          | «Быть Харли Квинн» «Being Harley Quinn»                      | Хуан Хосе Меса-Леон                    | Адам Стейн                                | 27 декабря 2019  |
| Харли Квинн выбирает для своей команды злодейское логово, но не может самостоятельно принять решение. В какой-то момент она вообще впадает в ступор. При помощи Доктора Психо команда Харли проникает в её подсознание, чтобы разобраться в чём дело и «включить» её назад. |            |                                                              |                                        |                                           |                  |
| 6 | 6          | «Чертовски хороший коп» «You’re a Damn Good Cop, Jim Gordon» | Сесилия Аранович                       | Том Хиндман                               | 3 января 2020    |
| Харли и команда грабят компанию Брюса Уэйна. Ограбление проходит не по плану и Глиноликий теряет руку. Рука попадает в руки полицейских и заводит дружбу с комиссаром Джеймсом Гордоном, который сейчас очень переживает из-за холодности к себе со стороны Бэтмена. Ядовитый Плющ и Доктор Психо тем временем пытаются разыскать анонима из сети, который распускает о них сплетни. |            |                                                              |                                        |                                           |                  |
| 7 | 7          | «Грань» «The Line»                                           | Хуан Хосе Меса-Леон                    | Лаура Моран                               | 10 января 2020   |
| Чтобы впечатлить «Легион Смерти» Харли Квинн собирается выкрасть из лаборатории машину управления погодой, которую сами члены «Легион Смерти» похитить не смогли. Для этого сложного дела Харли освобождает из заточения Королеву Сказок. Королева на деле оказывается слишком жестокой. Она без зазрения совести убивает невинных людей направо и налево, что не нравится Харли. Ядовитый Плющ в это время идёт на свидание с Кайтменом. |            |                                                              |                                        |                                           |                  |
| 8 | 8          | «Приглашение от Легиона Смерти» «L.O.D.R.S.V.P»              | Мэтт Гарофало, Бен Джонс, Фрэнк Марино | Том Хиндман                               | 17 января 2020   |
| Харли и команда похищают сокровища из подводного музея Атлантиды, а благодаря помощи Ядовитого Плюща, справляются и с Акваменом. «Легион Смерти» приглашает Харли в свои ряды. На этой почве у Айви и Харли начинается конфликт. В это время под злодейским логовом Харли Квинн обнаруживается огромный монстр со щупальцами. |            |                                                              |                                        |                                           |                  |
| 9 | 9          | «Место за столом» «A Seat at the Table»                      | Сесилия Аранович                       | Джордан Уайсс                             | 24 января 2020   |
| В «Легионе Смерти» Харли Квинн приходится постоянно пересекаться с Джокером. В какой-то момент ей начинает казаться, что их отношения снова налаживаются и на время она забывает об остальных своих друзьях. Остальная команда Харли переживает, что в «Легионе Смерти» они превратились в мальчиков на побегушках и должны выполнять поручения других злодеев, в том числе Бейна. Ядовитый Плющ тем временем хочет разрушить фабрику, которая вредит окружающей среде, но ей требуется помощь. |            |                                                              |                                        |                                           |                  |
| 10 | 10         | «Бенсонхёрст» «Bensonhurst»                                  | Колин Хек, Бен Джонс                   | Лаура Моран                               | 31 января 2020   |
| Харли Квинн осталась совсем одна. Её команда оставила её, а Айви куда-то пропала. В этой ситуации девушка решает навестить родительский дом, где живёт её мать. Там она встречает и своего отца, который уже вышел из тюрьмы и с которым с юности у неё конфликт. В прошлом он задолжал много денег играя на тотализаторе и Харли из-за него пришлось отказаться от своей мечты в гимнастике. Ядовитый Плющ всё это время находится в плену, её похитителем оказывается Пугало. |            |                                                              |                                        |                                           |                  |
| 11 | 11         | «Трасса Харли Квинн» «Harley Quinn Highway»                  | Винтон Хёк                             | Адам Стейн                                | 7 февраля 2020   |
| Невзирая на свои прошлые обиды команда Харли воссоединяется, когда узнаёт, что Айви попала в беду. Выясняется, что Пугалу были нужны феромоны Ядовитого Плюща для создания на их основе биологического оружия. Харли же с удивлением узнаёт, что для Айви она является основным страхом. Невзирая на отчаянную борьбу, биологическое оружие попадает в атмосферу и заражает деревья, которые сходят с ума и начинают нападать на людей. |            |                                                              |                                        |                                           |                  |
| 12 | 12         | «Дьявольские силки» «Devil’s Snare»                          | Хуан Хосе Меса-Леон                    | Джейн Бекер                               | 14 февраля 2020  |
| С обезумевшими деревьями справляется «Лига Справедливости», с которой в свою очередь расправляется Королева Сказок. Харли же вместе с её командой она при помощи бобового стебля забрасывает на облако в логово великана. Вернуться обратно в Готэм им помогает Кайтмен. Теперь Харли Квинн собирается разрушить штаб-квартиру «Легиона Смерти», чтобы покончить с этой организацией раз и навсегда, но неожиданно её опережает Джокер. Выясняется, что именно он стоит за всеми разрушениями в городе. Ядовитый Плющ выпивает заражённую воду, чтобы мутировать и увеличиться в размерах, однако Джокеру удаётся проткнуть её гигантским флагштоком.                                                                           |            |                                                              |                                        |                                           |                  |
| 13 | 13         | «Последняя шутка» «The Final Joke»                           | Брэндон МакКинни                       | Том Хиндман                               | 21 февраля 2020  |
| Чтобы одолеть Джокера Харли Квинн объединяется с Бэтменом, но из этого ничего не выходит. Джокер берёт в плен, как Бэтмена, так и всю команду Харли, кроме неё самой. Тем не менее, подчинив себе Готэм, Джокер начинает скучать. Харли Квинн сдаётся ему в обмен на спасение жизней членов своей команды, которых тот собирается казнить. Выясняется, что Джокер по-прежнему любит Харли и чтобы избавиться от этого чувства он решает снова сбросить её в кислоту, чтобы таким образом сделать её «обычной». Харли неожиданно спасает Ядовитый Плющ, которая восстала из мёртвых при помощи сил природы, перемешанных со слезами самой Харли. Джокер отправляется в чан с кислотой, Бэтмен пропадает, а Готэм лежит в руинах. |            |                                                              |                                        |                                           |                  |

### 2 сезон (2020)
| № общий | № в сезоне | Название                                                                                        | Режиссёр                         | Сценарист        | Премьерный показ |
| --- | ---------- | ----------------------------------------------------------------------------------------------- | -------------------------------- | ---------------- | ---------------- |
| 14 | 1          | «Новый Готэм» «New Gotham»                                                                      | Винтон Хёк                       | Адам Стейн       | 3 апреля 2020    |
| Готэм исключён из состава Соединённых Штатов. Харли Квинн наслаждается анархией царящей в городе. Ядовитый Плющ советует ей взять город под свой контроль, но Харли наоборот считает, что городу нужно ещё больше анархии. Она подговаривает приспешников бросать своих хозяев и организовывать свои банды. Полицейский департамент разгромлен, комиссар Джеймс Гордон выбрасывает свой полицейский жетон. Роль Бэтмена пытается исполнять Робин. Оставшиеся в городе суперзлодеи организуют новую организацию «Лигу Несправедливости» и делят город между собой, а Харли Мистер Фриз замораживает. Её команде только через несколько месяцев удаётся освободить её. Харли считает, что она заслуживает того, чтобы править городом, поскольку именно она победила Джокера. Девушке удаётся убить Пингвина. На очереди остальные суперзлодеи, оставшиеся в городе. Санитары же обнаруживают, что человек, которого вытащили из под обломков башни Джокера и который до сих пор находится в коме, является Брюсом Уэйном.                                            |            |                                                                                                 |                                  |                  |                  |
| 15 | 2          | «Университет имени Загадочника» «Riddler U»                                                     | Колин Хек                        | Сабрина Джалес   | 10 апреля 2020   |
| В городе только у Загадочника есть электричество и чистая вода, поэтому Харли Квинн, Ядовитый Плющ и Глиноликий проникают в его университет под видом студенток, чтобы покончить с ним и захватить его ресурсы. На месте выясняется, что электричество он добывает из студентов, заставляя их бегать в колесе. Барбара Гордон, дочь комиссара Джеймса Гордона, видя как демотивирован её отец, решает в подражание исчезнувшему Бэтмену стать Бэтгёрл. Тем временем Доктор Психо и Король Акул пытаются похитить у Двуликого фильтр для очистки воды. |            |                                                                                                 |                                  |                  |                  |
| 16 | 3          | «Женщина-кошка» «Catwoman»                                                                      | Брэндон МакКинни                 | Сара Питерс      | 17 апреля 2020   |
| Чтобы попасть в логово Мистера Фриза, Харли Квинн нужен огнемёт Светлячка, который находится в музее Доктора Трэпа. Ядовитый Плющ приглашает на это ограбление Женщину-кошку, поскольку та хорошая воровка. Из логова Харли на некоторое время сбегает Загадочник, чтобы позлить Доктора Психо. Кайтмен пытается сделать Айви предложение. |            |                                                                                                 |                                  |                  |                  |
| 17 | 4          | «Растаявшие сердца» «Thawing Hearts»                                                            | Винтон Хёк                       | Том Хиндман      | 24 апреля 2020   |
| Харли Квинн вместе со своей командой проникает в логово Мистера Фриза, однако тут же попадает к нему в плен. Мистер Фриз рассказывает о своей смертельно больной жене Норе и о своих безуспешных попытках найти для неё лекарство. Он хочет испытать свою новую разработку на Харли, но та предлагает позвать Ядовитого Плюща, которая является хорошим учёным. Айви действительно создаёт лекарство, но из-за очень редкой группы крови Норы кто-то другой должен принять его, затем перелить Норе свою кровь и погибнуть. Мистер Фриз жертвует собой ради своей любимой, чем поражает Харли и возвращает ей веру в любовь. Попутно Айви и Кайтмен готовятся к своей свадьбе, но им мешает заклятый враг Кайтмена Король Приправ. |            |                                                                                                 |                                  |                  |                  |
| 18 | 5          | «Бэтмен вернулся, чувак» «Batman’s Back Man»                                                    | Хуан Хосе Меса-Леон              | Сара Невада Смит | 1 мая 2020       |
| Брюс Уэйн выходит из комы, однако он очень слаб и не может полноценно исполнять роль Бэтмена. Альфред советует Брюсу для начала восстановиться. Люциус Фокс создаёт для Бэтмена новый костюм, который будет компенсировать его слабость, но во время схватки с Бейном костюм всё равно не помогает. Двуликий встревожен возвращением Бэтмена. Неохотно он принимает решение объединиться с Бейном. Бэтмен просит комиссара Гордона временно поработать с Бэтгёрл. |            |                                                                                                 |                                  |                  |                  |
| 19 | 6          | «У всех лучших заключённых проблемы с отцами» «All the Best Inmates Have Daddy Issues»          | Хуан Хосе Меса-Леон              | Джеймисен Борак  | 8 мая 2020       |
| Харли Квинн и Ядовитый Плющ встречают в баре человека похожего на Джокера без макияжа. Харли предполагает, что Джокер выжил, но упал в кислоту и изменился, как она сама в своё время. Харли рассказывает историю о том, как она познакомилась с Джокером, Айви и Харви Дентом, будущим Двуликим, когда работала в лечебнице Аркхем. В конце вечера Двуликий похищает Квинн и Айви. |            |                                                                                                 |                                  |                  |                  |
| 20 | 7          | «Больше некуда идти, кроме как вниз» «There’s No Place to Go But Down»                          | Колин Хек                        | Адам Стейн       | 15 мая 2020      |
| Двуликий устраивает суд над Харли Квинн и Ядовитым Плющом, после которого девушек бросают в тюрьму-яму, которой руководит Бейн. Во время своего стендап-выступления Айви эмоционально раскрывается, что вдохновляет заключённых на бунт. Во время побега Харли жертвует собой, чтобы спасти Айви, но той удаётся вытащить из ямы и Харли. Девушки целуются. Комиссар Гордон продолжает спиваться и Бэтгёрл раскрывает ему свою личность. Гордон принимает решение взять себя в руки. Он завязывает с выпивкой и в одиночку освобождает полицейский участок. Двуликий арестован. |            |                                                                                                 |                                  |                  |                  |
| 21 | 8          | «Внутренние (Пара)демоны» «Inner (Para) Demons»                                                 | Том Дерозье                      | Том Хиндман      | 22 мая 2020      |
| Прежде чем Готэм будет снова включён в состав Соединённых Штатов, Президент даёт комиссару Гордону задание покончить с Харли Квинн. Харли в это время переживает смешанные чувства к Айви, возникшие после их недавнего поцелуя. Ядовитый Плющ идёт знакомиться с родителями Кайтмена, в то время как Харли готовится к битве с комиссаром Гордоном. Её команда похищает Материнский Ящик у Мистера Чудо и отправляется через портал на планету Апоколипс. Там при помощи Доктора Психо Харли побеждает Бабулю, чем заслуживает уважение Дарксайда, который даёт ей армию парадемонов. Между армиями Харли и Гордона завязывается жестокий бой, пока не появляется Ядовитый Плющ и не объясняет Харли, что это всё не то, чего она на самом деле хочет. Харли Квинн отступает. Она решается рассказать Айви о своих чувствах, но их прерывает Кайтмен. Доктор Психо покидает команду Харли. |            |                                                                                                 |                                  |                  |                  |
| 22 | 9          | «Девичник» «Bachelorette»                                                                       | Кристина Сотта                   | Сара Питерс      | 29 мая 2020      |
| Харли Квинн организовывает для Айви девичник на Темискире, острове амазонок. Параллельно Кайтмен устраивает на яхте мальчишник. На яхту забирается лобстер, который забирает Короля Акул в подводный мир, чтобы тот женился и тем самым спас подводное королевство от войны. Харли Квинн переспала с Ядовитым Плющом и тем самым ещё больше запутала их отношения. Попутно девушки разбираются с Эрис, которая загипнотизировала Королеву Ипполиту и захватила остров, чтобы продать его Лексу Лютору. Несмотря ни на что Айви решительно настроена выйти замуж за Кайтмена. |            |                                                                                                 |                                  |                  |                  |
| 23 | 10         | «Прочный орешек» «Dye Hard»                                                                     | Винтон Хёк                       | Джеймисен Борак  | 5 июня 2020      |
| Пытаясь справиться со своим одиночеством, Харли Квинн отправляется в бар в башне Уэйна, где снова встречает Джокера, который работает барменом и по-прежнему не помнит своей прошлой жизни. На бар нападают бандиты, которые берут всех посетителей в заложники. Харли и Джокеру приходится сбегать будучи скованными вместе наручниками. Позже выясняется, что этот налёт был отвлекающим манёвром, чтобы Загадочник, который теперь работает в команде с Доктором Психо, мог выкрасть шлем управления разумом. Психо использует шлем, чтобы управлять парадемонами, которые до сих пор летают по городу, и создать вокруг башни Уэйна силовое поле. Он хочет отомстить Харли Квинн за не уважение к себе. Сбежать девушке помогает Сай Боргман, который жертвует собой, чтобы разрушить это силовое поле. Харли собирается вернуть в город «Лигу Справедливости», которая до сих пор заперта в какой-то из книг сказок. Джокер припоминает, что в каком-то из своих снов он видел эту книгу. Харли Квинн сбрасывает его в кислоту, чтобы вернуть старого Джокера. |            |                                                                                                 |                                  |                  |                  |
| 24 | 11         | «Схватка, достойная сражения» «A Fight Worth Fighting For»                                      | Том Дерозье                      | Том Хиндман      | 12 июня 2020     |
| Харли Квинн и Джокер пытаются отыскать книгу сказок. Для этого Джокеру приходится навестить медсестру Бетани, с которой он встречался пока был без памяти. При помощи Затанны «Лигу Справедливости» удаётся извлечь из книги. Ядовитый Плющ и Кайтмен продолжают готовиться к свадьбе, но им мешают вездесущие парадемоны. Доктор Психо в своей борьбе против Харли Квинн заручается поддержкой Дарксайда. Психо берёт под контроль разум Айви. |            |                                                                                                 |                                  |                  |                  |
| 25 | 12         | «Милые бранятся» «Lovers’ Quarrel»                                                              | Кристина Сотта                   | Адам Стейн       | 19 июня 2020     |
| Харли Квинн и Кайтмен подключают механический глаз Сая Боргмана к телевизору, чтобы загрузить его цифровую версию. Сай помогает Кайтмену создать устройство против контроля разума. Тем временем «Лига Справедливости» побеждает парадемонов и берёт в плен Айви, которая в последний момент использует свои феромоны, делая супергероев недееспособными. Ядовитый Плющ доставляет Харли в торговый центр к Доктору Психо, куда уже прибыл Дарксайд. Психо заставляет подруг сражаться друг с другом. Харли своим поцелуем возвращает Айви в сознание, а затем девушки побеждают самого Доктора Психо. Впечатлённый Дарксайд предлагает Харли править Землёй, но та отвечает, что уже не хочет быть суперзлодеем. Психо использует свои силы, чтобы показать всему городу постельную сцену между Харли и Айви, оставляя Кайтмена в недоумении. |            |                                                                                                 |                                  |                  |                  |
| 26 | 13         | «Что-нибудь старое, что-нибудь новое, что-нибудь зелёное» «Something Borrowed, Something Green» | Том Дерозье, Хуан Хосе Меса-Леон | Сара Питерс      | 26 июня 2020     |
| Комиссар Гордон чувствует досаду из-за того, что не получает от мэра почётный ключ от города за свои заслуги по борьбе с преступностью. Двуликий подсказывает Гордону, как он мог бы получить общественное признание. Ему всего лишь нужно устроить облаву на свадьбе Айви и Кайтмена, где будет присутствовать множество суперзлодеев. Харли Квинн находится в лечебнице Аркхем и не собирается идти на свадьбу подруги, однако, узнав от Двуликого о планах комиссара, она меняет своё решение. Свадьба превращается в битву между полицией и суперзлодеями. Несмотря на свою любовь к Айви, Кайтмен осознаёт, что девушка не любит его по-настоящему, и принимает решение расстаться. Ядовитый Плющ и Харли Квинн признаются в любви друг другу. |            |                                                                                                 |                                  |                  |                  |

### 3 сезон (2022)
| № общий | № в сезоне | Название                                                                      | Режиссёр                                   | Сценарист        | Премьерный показ |
| --- | ---------- | ----------------------------------------------------------------------------- | ------------------------------------------ | ---------------- | ---------------- |
| 27 | 1          | «ХарлАйви» «Harlivy»                                                          | Хуан Меса-Леон                             | Сара Питерс      | 28 июля 2022     |
| Спустя две недели после признания друг другу в любви и побега от Гордона, Харли и Айви путешествуют по миру в рамках неофициального медового месяца. Харли невероятна рада тому, что они стали парой, в то время как Айви скромно пытается адаптироваться к их отношениям. Посещая «Райви», утопический сад, который Айви создала несколько лет назад, они узнают, что Гордон поймал Короля Акул и Глиноликого, чтобы выманить их. Вызволяя их из Аркхема, Харли сталкивается с Амандой Уоллер, которая заявляет, что за многие годы Айви не сделала ничего злодейского. Чтобы доказать её неправоту, Харли похищает Уоллер и привозит её в Райви. Прибывает член «Отряда самоубийц» Пластик и вступает в сражение с Харли и Айви, в процессе уничтожая Райви и убивая себя, пока Уоллер сбегает. Харли извиняется перед Айви за нанесённый ущерб и предлагает помочь ей с осуществлением её давнего плана по терраформированию мира. Тем временем, Глиноликий проходит прослушивание в байопик Джеймса Ганна о Томасе Уэйне и получает работу «режиссёрского кресла». Параллельно с этим, предвыборная кампания Гордона топчется на месте, несмотря на поддержку со стороны Двуликого, пока действующий мэр не умирает в связи с чередой несчастных случаев.     |            |                                                                               |                                            |                  |                  |
| 28 | 2          | «Айви не в команде» «Thereʼs No Ivy in Team»                                  | Джунки Парк                                | Адам Стейн       | 28 июля 2022     |
| Воссоединившись с командой, Айви излагает свой план по превращению Готэма в райский уголок, подобный Райви. В качестве первого шага они решают похитить из Музея естественной истории Готэма замурованного в янтаре доисторического комара, в котором содержится ДНК доисторических растений. На этот раз Харли позволяет Айви руководить командой, но та оказывается ужасным лидером. После неудачной попытки создания на основе ДНК сыворотки, способной оживлять растения, Айви решает работать в одиночку. Тем временем, в город возвращается Найтвинг, которому однако приходится работать с Бэт-семьёй, что у него получается не очень хорошо. Харли и Бэтгёрл приводят свои команды на недавно открывшийся эскейп-рум, чтобы укрепить командный дух, однако квест оказывается смертельной ловушкой Загадочника. Чтобы спастись, им приходится работать вместе, в результате чего Айви и Найтвинг учатся ценить работу в команде. После успешного спасения Айви пытается создать новую сыворотку, но её эксперимент уничтожает логово банды, а Фрэнк отращивает себе ноги и начинает светиться зелёным светом. |            |                                                                               |                                            |                  |                  |
| 29 | 3          | «83-я церемония награждения премии „Злобарик“» «The 83rd Annual Villy Awards» | Майк Майло                                 | Джеймисен Борак  | 28 июля 2022     |
| После уничтожения логова банда переезжает на старую квартиру Женщины-кошки. Харли узнаёт, что они с Айви номинированы на 83-ю премию «Злобарик» в категории «Лучшая пара», которую она всегда разделяла с Джокером. Несмотря на то, что ей не нравится церемония, Айви соглашается пойти вместе с Харли, но начинает ощущать неловкость, узнав, что им придётся сидеть рядом с Кайтменом и его новой девушкой Золотым Глайдером. Между тем, Глиноликий выдаёт себя за Ганна, чтобы назначить встречу с Билли Бобом Торнтоном, исполняющим роль Томаса Уэйна в новом фильме. Торнтон высоко оценивает актёрские способности Глиноликого, а также его способность изменят форму, но случайно оказывается убит тигром Женщины-кошки, поэтому Глиноликому приходится сниматься в фильме вместо него. Во время церемонии Харли пытается узнать имена победителей, сражаясь с андроидом, охраняющим списки, в то время как Айви и Глайдер обсуждают своё ощущение неловкости. После их разговора Айви понимает, что ей стоит больше поддерживать Харли, которая в свою очередь с помощью Кайтмена узнаёт, что Айви — и есть её награда. Они покидают церемонию, после чего оказываются победителями, и Джокер забирает награду себе.                                    |            |                                                                               |                                            |                  |                  |
| 30 | 4          | «Вор, крот, оргия» «A Thief, A Mole, An Orgy»                                 | Хуан Меса-Леон                             | Том Хиндман      | 4 августа 2022   |
| Чтобы Харли, Король Акул, Глиноликий и Боргман не отвлекали её от работы, Айви врёт им о том, что Женщина-кошка установила в своей квартире определённые правила. В ответ на это Харли уничтожает скрытые камеры, что становится проблемой после того, как Фрэнка похищают. Во время расследования они обнаруживают значок в форме совы, в котором Харли узнаёт символику Суда Сов. С помощью Джокера Харли и Айви попадают на собрание Суда, который оказывается клубом, проводящим оргии. В поисках Фрэнка Харли узнаёт от Женщины-кошки о том, что Айви лгала ей насчёт правил, но расстраивается ещё больше, узнав, что несколько лет назад у них с ней были отношения. Тем временем Гордон также проникает на собрание, чтобы получить финансирование для своей предвыборной кампании у элиты Готэма. Несмотря на его неудачу, Двуликий предлагает использовать для получения личной выгоды знание об оргии и фотографии всех её участников, в том числе Брюса Уэйна. Айви объясняет, что её отношения с Женщиной-кошкой не были взаимными, в отличие от её нынешних, которые для неё многое значат. Помирившись, они вспоминают о Фрэнке, который в это время находится в неизвестной лаборатории.                                                          |            |                                                                               |                                            |                  |                  |
| 31 | 5          | «Это болотное дело» «Itʼs a Swamp Thing»                                      | Винтон Хёк                                 | Рэйчел Пеграм    | 11 августа 2022  |
| Айви никак не может отыскать Фрэнка при помощи «Зелени», коллективного сознания растений, поэтому Харли предлагает ей сделать паузу и развеяться. Вместе с Норой они отправляются в Новый Орлеан, где встречают Джона Константина, который даёт им наводку на местонахождение Болотной твари, бывшего коллеги Айви, имеющего более мощную связь с Зеленью, чем она. Нора проводит с ним ночь, но позднее заявляет, что не ищет серьёзных отношений, из-за чего Болотная тварь приходит в ярость и нападает на них. Айви успокаивает его, высказываясь о своём страхе потери Фрэнка, и примиряется с ним. Нора решает дать Болотной твари шанс, а эмоциональный прорыв Айви помогает ей укрепить связь с Зеленью и узнать, что Брюс держит Фрэнка в заточении в здании Wayne Enterprises. Тем временем Брюс и Селина Кайл испытывают сложности в связи со своими новыми отношениями, и Альфред просит Музыкального Мастера побыть их терапевтом, заставляя петь о своих чувствах. Терапия не даёт эффекта, и Брюс решает сосредоточиться на том, чтобы помешать плану Айви, с целью отвлечься от своей романтической жизни. |            |                                                                               |                                            |                  |                  |
| 32 | 6          | «Джокер. Убийственный голос» «Joker: The Killing Vote»                        | Джунки Парк                                | Коннер Шин       | 18 августа 2022  |
| Узнав, что из политических соображений его приёмные дети не попали в программу обучения испанскому языку, Джокер решает баллотироваться в мэры Готэма, чтобы решить проблемы города. Вскоре его предвыборная кампания получает одобрение граждан, в отличие от кампании Гордона, которая не может предложить никаких реальных перспектив. Чтобы заверить себя в скорой победе, Гордон решает следовать аморальным методам Двуликого, но в результате теряет поддержку Барбары. Двуликий похищает пасынка Джокера Бенисио и угрожает убить его, если тот не снимет свою кандидатуру. Джокер сдаётся, но Двуликий берёт его и Бенисио в заложники на нерабочих американских горках и рассказывает, что поддерживал Гордона лишь для того, чтобы вновь стать окружным прокурором, и что это он убил действующего мэра, отравив его. Узнав об этом, Гордон спасает Джокера и Бенисио и почти убивает Двуликого, однако Джокер затем напоминает ему о его заблуждениях. Понимая, что Джокер и вправду изменился к лучшему, Гордон снимает свою кандидатуру, но позже узнаёт, что станет безработным, когда Джокер говорит, что собирается распустить полицию Готэма. Вернувшиеся из Нового Орлеана Харли и Айви удивляются, узнав, что Джокер стал новым мэром Готэма. |            |                                                                               |                                            |                  |                  |
| 33 | 7          | «Ещё одно приключение Короля Акул» «Another Sharkley Adventure»               | Сесилия Аранович Дженнифер Койл Майк Майло | Сара Невада Смит | 25 августа 2022  |
| Пока Айви восстанавливается после связи с Зеленью, Харли решает похитить Брюса и узнать, где тот удерживает Фрэнка. Она проникает в Башню Уэйна, где проходит благотворительный гала-вечер, спонсируемый Брюсом, но Бэтгёрл пытается её остановить, несмотря на своё желание подружиться с Харли. После короткой драки их берёт в плен Безумный Шляпник, который планирует убить их, в частности Бэтгёрл, чтобы те не смогли помешать ему контролировать разумы граждан Готэма. Харли удаётся освободиться и уйти, однако она начинает жалеть о том, что оставила Бэтгёрл, и отправляется спасать её, в процессе убивая Шляпника. Тем временем Король Акул возвращается домой на похороны отца и вскоре узнаёт, что его коронованный брат собирается продать Королевство Акул их архиврагу, Повелителю Океана. Ему не удаётся переубедить брата, и Король Акул случайно убивает его во время жестокой драки. Между тем, Айви полностью восстанавливается и получает новые способности, а Харли возвращается с похищенным Брюсом. |            |                                                                               |                                            |                  |                  |
| 34 | 8          | «Бэтмен: Начало навсегда» «Batman Begins Forever»                             | Винтон Хёк                                 | Джеймисен Борак  | 1 сентября 2022  |
| Брюс отказывается говорить, где находится Фрэнк, и поэтому команда просит Доктора Психо проникнуть в его разум. По прибытии они оказываются в повторяющемся воспоминании об убийстве родителей Брюса Джо Чиллом. Харли вмешивается в воспоминание и помогает молодому Брюсу сбежать, после чего Айви, Психо и Глиноликий возвращаются в реальный мир, а Харли остаётся в сознании Брюса. Во время просмотра прочих его воспоминаний Харли узнаёт, как Брюс стал Бэтменом, и начинает уважать его героизм. Когда Чилл их настигает, Харли помогает Брюсу вспомнить момент, когда он чувствовал себя в безопасности, и вместе они перемещаются в его последнее Рождество с семьёй. Он сообщает, что улучшил способности Фрэнка, чтобы вернуть к жизни родителей, а Чилл оказывается взрослой версией Брюса, олицетворяющей ответственность за их смерть. Харли просыпается в поместье Уэйнов, куда её вместе с командой доставила Бэт-семья. У неё не получается убедить Брюса смириться с травмой вместо того, чтобы её исправить, и тот начинает воскрешать своих родителей. |            |                                                                               |                                            |                  |                  |
| 35 | 9          | «Кризис на „Джазападжизе”» «Climax at Jazzapajizza»                           | Хуан Меса-Леон                             | Том Хиндман      | 8 сентября 2022  |
| С помощью способностей Фрэнка Брюс, сам того не зная, воскрешает всех захороненных в Готэме людей и вызывает растительный зомби-апокалипсис. Пока он отвлекается на своих зомби-родителей, Харли, Бэтгёрл и Найтвинг объединяются, чтобы остановить апокалипсис. Айви получает возможность управлять зомби через Зелень и понимает, что может с их помощью терраформировать город, что она и делает, превращая горожан в живые растения с помощью рвоты зомби. В поместье Уэйнов Король Акул помогает Брюсу понять его ошибку и смириться со смертью родителей, а Айви тем временем объявляет о своём плане на джазовом фестивале «Джазападжиза». Увидев, насколько опасен её план, Харли пытается отговорить Айви, но у неё ничего не выходит. Тем не менее, когда Харли подвергается заражению, спасая Бейна, Айви приходится отменить свои действия, чтобы спасти ей жизнь. Хотя она рада, что Харли цела, она оказывается озлоблена тем, что ей пришлось пожертвовать своей мечтой. |            |                                                                               |                                            |                  |                  |
| 36 | 10         | «Лошадь и воробей» «The Horse and The Sparrow»                                | Джунки Парк                                | Сара Невада Смит | 15 сентября 2022 |
| Лютор обращается к Айви с предложением возглавить «Легион Смерти», в то время как граждане считают Харли героем за их спасение. Группа посещает премьеру байопика о Томасе Уэйне, где Айви планирует убить мэра Джокера в рамках предложения Лютора. Харли хочет помочь ей, но, увидев, что Брюс нуждается в эмоциональной поддержке из-за фильма, она вместо этого утешает его, пока Айви рассказывает Джокеру о своих отношениях с Харли. Понимая, что Харли больше не хочет быть злодейкой, Айви убеждает ее принять это, но Харли признается, что боится потерять Айви, если она это сделает. В то время как Айви заверяет Харли, что она будет любить и поддерживать ее, несмотря ни на что, фильм заканчивается огромным успехом, хотя никто не верит, что Глиноликий выдавал себя за Торнтона, к его большому огорчению. Джокер объявляет об аресте Брюса новой полицией за то, что он поставил под угрозу Готэм и уклонялся от уплаты налогов. Брюс охотно сталкивается с последствиями своих действий и просит Барбару возглавить Бэт-семью в его отсутствие. Харли продолжает быть его психотерапевтом и присоединяется к Бэт-семье в качестве ее нового члена.                                                                                         |            |                                                                               |                                            |                  |                  |

### Специальный выпуск (2023)
| № общий | № в сезоне | Название | Режиссёр                        | Сценарист                              | Премьерный показ |
| --- | ---------- | --- | ------------------------------- | -------------------------------------- | ---------------- |
| 37 | 1          | «Харли Квинн: Очень проблематичный спешел ко Дню святого Валентина» «Harley Quinn: A Very Problematic Valentine’s Day Special» | Дженнифер Койл Сесилия Аранович | Дин Лори Джастин Халпер Патрик Шумакер | 9 февраля 2023   |
| Харли и Айви впервые празднуют вместе День святого Валентина. Харли пытается сделать этот день незабываемым, но как бы она ни старалась, она не может переплюнуть некие приятные воспоминания об этом празднике из прошлого Айви. В конце концов, Харли покупает у Демона Этригана заклинание, усиливающее возбуждение. После этого Айви испытывает настолько сильный оргазм, что её феромоны разлетаются по всему городу. Это заставляет жителей Готэма бесконтрольно заниматься сексом. Тем временем Глиноликого разрезает пополам бумерангом, и он влюбляется во вторую половину самого себя. Страдающий же от одиночества Бейн знакомится с женщиной по имени Бетти. Он хочет произвести на неё впечатление и покупает у Этригана зелье, которое должно увеличить его либидо, но зелье негативно реагирует на его гормоны роста и увеличивает его до размеров кайдзю. Бейн начинает испытывать влечение к Бретту Голдстину, разрушая город по пути на его выступление. Эту ситуацию удаётся разрешить Глиноликому. Айви признаётся, что её лучшим Днём святого Валентина был день в лечебнице Аркхем. Харлин тогда работала там психиатром. Она принесла Айви коробочку с молоком и посидела с ней. |            | |                                 |                                        |                  |

### 4 сезон (2023)
| № общий | № в сезоне | Название | Режиссёр         | Сценарист         | Премьерный показ |
| --- | ---------- | --- | ---------------- | ----------------- | ---------------- |
| 38 | 1          | «Горячие и знойные» «Gotham’s Hottest Hotties»                                                                 | Винтон Хёк       | Том Хиндман       | 27 июля 2023     |
| Айви, в качестве главы «Легиона Смерти», пытается завоевать уважение своих сотрудников. Она одобряет все их злодейские планы, чтобы понравиться им. Это приводит к плачевным результатам, так как Бейн взрывает нефтяную вышку и загрязняет океан, что Айви хотела бы предотвратить. Вообще Айви планирует делать упор на такие злодейские планы, которые бы шли на пользу природе. Нора становится помощницей Айви. В это время в городе орудует маньяк, который отрезает различные части тел у привлекательных людей. Харли использует Найтвинга в качестве приманки и выходит на маньяка, которым оказывается Профессор Пиг. Харли убивает злодея, что вызывает ужас у Бэт-семьи. |            | |                  |                   |                  |
| 39 | 2          | «С.У.Ч.К.А.» «B.I.T.C.H.»                                                                                      | Джунки Парк      | Ава Трэймер       | 27 июля 2023     |
| Талия аль Гуль навещает Бэт-семью, поскольку является попечителем корпорации Брюса Уэйна, пока тот находится в тюрьме. Попутно Талия даёт советы Айви насчёт её конфликта с мэром Джокером из-за пересадки деревьев. Этим Талия невольно вредит фармацевтическому бизнесу самого Уэйна. Тем не менее, Талия проникается уважением к Айви. Бэт-семья запрещает Харли отправляться с ними на задания, так как та слишком жестокая. Харли назначают помощником дворецкого Альфреда. Хотя девушке удаётся найти с ним общий язык, в какой-то момент ей приходится его задержать, так как Альфред отправляется грабить банк. Это был хитрый план дворецкого, чтобы оказаться снова с Брюсом Уэйном. Сбыться, однако, этому плану было не суждено, так как Альфреда отправляют не в тюрьму Блэкгейт, а на реабилитацию в Аркхем. |            | |                  |                   |                  |
| 40 | 3          | «Только для звёзд» «Icons Only»                                                                                | Майкл Молони     | Сара Невада Смит  | 27 июля 2023     |
| Харли и Айви становится всё сложнее появляться вместе на людях. Айви — злодейка и общаться с положительными героями плохо для её репутации, а Харли теперь состоит в Бэт-семье и обязана пресекать всякое злодейство. Пара отправляется в Лас-Вегас на концерт Глиноликого, который теперь стал большой звездой. Чтобы иметь возможность на публике проводить время вместе, Харли придумывает себе новую личность, наподобие Брюса Уэйна, который одновременно является Бэтменом. Девушки пытаются в последний момент достать билеты на концерт Глиноликого, но они давно раскуплены. Глиноликий обижается, что Харли и Айви в последнее время не поддерживали с ним связь и игнорировали его письма. Король Акул становится отцом. |            | |                  |                   |                  |
| 41 | 4          | «Первый, кто вернулся с бизнес-конференции без хламидий» «Business Conference Without Chlamydia»               | Винтон Хёк       | Джимми Москеда    | 3 августа 2023   |
| Айви отправляется на конференцию Лекса Лютора, проходящую на Луне. На месте она с удивлением обнаруживает, что в программе среди выступающих она не значится. У неё лишь небольшое вступительное слово перед презентацией Лекса Лютора. Тем не менее, Айви принимает участие во множестве обсуждений, впечатляя публику и привлекая внимание Степпенвулфа. Лютор раздражён, что Айви на конференции вызывает больший интерес, чем его новое изобретение. В порыве гнева он отменяет съезд, разрушая свою лунную базу. Бэт-семья в это время должна жёстко экономить на всём, так как корпорация Уэйна терпит большие убытки, и Талия вынуждена продать всё лишнее. Под её горячую руку попадают даже различные гаджеты Бэт-семьи. Харли Квинн обучает свою команду сражаться без гаджетов. В порыве отчаяния Бэт-семья сдаёт поместье Уэйна в аренду туристам. Харли зарабатывает необходимые деньги, продавая в интернете нижнее бельё Айви, которая после лунной конференции стала популярной.                                                            |            | |                  |                   |                  |
| 42 | 5          | «Пошла по снегомужикам, не жди» «Getting Ice Dick, Don’t Wait Up»                                              | Джунки Парк      | Джен Чак          | 10 августа 2023  |
| Харли Квинн делает операцию на глазах, чтобы лучше видеть ночью. Комиссар Джеймс Гордон устраивается охранником в «Легион Смерти», так как мэр Джокер распустил полицию. Айви приводит в организацию женщин и теперь в её распоряжении есть Терра, Вулкана и Тефе. Лекс Лютор приводит к Ядовитому Плющу профессиональных пиарщиков. Те пишут книгу от имени Айви и создают статую её самой. Айви нравится чувствовать себя в центре внимания. Пропадает Бэтгёрл. Найтвинг отказывается работать с Харли и Бэтгёрл они ищут порознь. Харли и Алисия Йео, соседка по комнате Бэтгёрл, находят последнюю в хижине лесу, куда та отправилась, чтобы спасти маму из заснеженного плена. |            | |                  |                   |                  |
| 43 | 6          | «Метаморфоза» «Metamorphosis»                                                                                  | Майкл Молони     | Коннер Шин        | 17 августа 2023  |
| Убит Найтвинг. Харли и Бэтгёрл опасаются, что это может быть делом рук Ядовитого Плюща. Айви же воюет со своими пиарщиками, которые совсем вышли из-под контроля. Король Акул, как отец-одиночка, приходит на работу в «Легион Смерти» вместе со своими детьми. Джеймс Гордон помогает ему с ними совладать. Джокер решает, что снова хотел бы стать плохим и заявляет, что смерть Найтвинга на его совести. У Харли Квинн проблемы из-за лунатизма. |            | |                  |                   |                  |
| 44 | 7          | «Самая культурно значимая кинофраншиза всех времён» «The Most Culturally Impactful Film Franchise of All Time» | Брэндон МакКинни | Алексис Квазарано | 24 августа 2023  |
| Бэтгёрл изучает записи с камер видеонаблюдения и приходит к выводу, что Джокер не мог убить Найтвинга. Харли Квинн нужно срочно поговорить с Айви о своих психических проблемах. Айви же постоянно занята и сейчас вместе со своими напарницами занимается похищением «Сферы времени». Харли встревает в это ограбление и переносит себя и Айви в 2048 год, чтобы встретить взрослых самих себя. В будущем они узнают, что в этом времени они уже мертвы, Готэм разрушен, а власть в городе захватил Робин. С другой стороны Харли и Айви встречают свою дочь, которая, однако, сдаёт своих мам Робину, так как те были плохими родителями. Девушкам помогает выбраться сын Короля Акул. Он призывает их, когда они вернутся в своё время, изменить будущее и не дать произойти тому, что они видели. |            | |                  |                   |                  |
| 45 | 8          | «Иль Буффоне» «II Buffone»                                                                                     | Ёри Мочизуки     | Ава Трэймер       | 31 августа 2023  |
| Лекс Лютор собирается произвести некоторые манипуляции с озоновым слоем Земли. Мощности его лазера для этого не хватает, поэтому он решает позаимствовать в «Легионе Смерти» Вулкану. Харли Квинн и Айви в это время находятся в будущем, поэтому Нора берёт руководство в свои руки. Она запрещает Лютору пользоваться Вулканой. Лютор запирает Нору, Вулкану, Короля Акул и Капитана Холода в здании «Легиона Смерти». Чтобы сбежать оттуда, пленникам приходится устроить в здании взрыв. Силы этого взрыва, однако, становится достаточно для того, чтобы Лекс Лютор провёл свои манипуляции с озоновым слоем и заслонил Солнце. В Готэме начинаются беспорядки и мародёрство. В это время Бейн путешествует по Италии, чтобы починить спагеттницу. Некая пожилая итальянка учит его готовить спагетти, попутно помогая ему преодолеть неуверенность в себе. |            | |                  |                   |                  |
| 46 | 9          | «Инцидент с клонированием на картофельной основе» «Potato Based Cloning Incident»                              | Чед Хёрд         | Сара Невада Смит  | 7 сентября 2023  |
| Айви работает над тем, чтобы сместить Лекса Лютора с руководящей должности в его организации, отключить его лазер и вернуть, наконец, солнечный свет. Харли Квинн неожиданно встречает своего клона. Выяснилось, что волос Харли случайно попал в клонировальную машину, когда Гордон разогревал там картошку. От своего клона Харли узнаёт, что Найтвинга убила она сама во время приступа лунатизма. Харли перепроверяет эту информацию через Доктора Психо, который проникает в её мозг. Обе Харли начинают конфликтовать друг с другом. Клонированная Харли хотела бы работать в Бэт-семье, а оригинальную она считает злодейкой. В конце концов, настоящая Харли убивает своего клона, попутно принимая решение покинуть Бэт-семью. Появляется Джокер, который стреляет в Бэтгёрл. |            | |                  |                   |                  |
| 47 | 10         | «Кризис мокрушника» «Killer’s Block»                                                                           | Джунки Парк      | Сара Петерс       | 14 сентября 2023 |
| Бэтгёрл выживает после выстрела Джокера, но становится частично парализованной. Айви и Харли Квинн отправляются на Луну на день рождения Лекса Лютора, чтобы убить его. Сделать это оказывается непросто, так как тот уже обладает силой Супермена, который находится у него в плену. Бэтгёрл взламывает компьютер в машине Лютора и провоцирует аварию. При помощи лазера Лютора Айви уничтожает на Земле здания различных злых бизнесвумен с которыми у неё конфликт из-за Лекса. Попутно она уничтожает здание «Легиона Смерти». Степпенвулф отправляет Лютора на Апоколипс. Харли освобождает Супермена. Она решает, что не будет злым или добрым супергероем, а будет как будто в стороне. Харли Квинн и Айви, которая больше не в «Легионе Смерти», а также Бэтгёрл, которая покинула Бэт-семью, и Женщина-кошка организуют команду «Готэмских Сирен». Брюс Уэйн решает, что городу снова нужен Бэтмен и покидает тюрьму. Джокера Харли сдаёт полиции. Талия аль Гуль воскрешает Найтвинга в Яме Лазаря, который теперь жаждет отомстить Харли Квинн. |            | |                  |                   |                  |

### 5 сезон (2025)
| № общий | № в сезоне | Название                                                          | Режиссёр         | Сценарист                  | Премьерный показ |
| --- | ---------- | ----------------------------------------------------------------- | ---------------- | -------------------------- | ---------------- |
| 48 | 1          | «Большой абрикос» «The Big Apricot»                               | Диана Ху         | Джеймисен Борак            | 16 января 2025   |
| Команда «Готэмских Сирен» быстро распадается из-за неспособности девушек работать сообща. Харли Квинн и Айви ведут скучную жизнь в деградирующем Готэме. Узнав об открытии нового музея Супермена в Метрополисе, Харли Квинн предлагает Айви посетить это мероприятие. Они смогут, наконец, выйти в общество, а заодно Харли хотела бы получить благодарность от Супермена за своё недавнее спасение. На мероприятии подруги узнают, что Брюс Уэйн встречается с Леной Лютор, сестрой Лекса Лютора. Супермен же пребывает в упадническом настроении. В идеальном и безопасном Метрополисе для него просто нет работы. Лена предлагает Айви заняться озеленением Метрополиса. Харли и Айви решают перебраться сюда из разлагающегося Готэма. За происходящим в Метрополисе наблюдает из своего корабля-черепа Брейниак. |            |                                                                   |                  |                            |                  |
| 49 | 2          | «Обратно в школу» «Back to School»                                | Кристина Манрике | Лесли Шапира               | 23 января 2025   |
| Харли Квинн, как крёстная мама, проводит время с детьми Короля Акул пока тот на свидании. Харли отводит их в загородный клуб Винсента Эджа, где устраивается вечеринка по случаю дня рождения приёмной дочери Бейна Златовласки. Харли сама хотела бы вступить в этот клуб, но акулята громят его, тем не менее, Лена всё устраивает. Тем временем Айви посещает Ботанический исследовательский центр Метрополиса, где она с неудовольствием узнаёт, что должна будет работать вместе с доктором Джейсоном Вудру. Когда Памела была ещё студенткой, профессор Вудру был её преподавателем и любовником. Девушка тогда провела интересный эксперимент. Скрестив ДНК человека и растения, она создала получеловека-полурастение, которое назвала Фрэнком. Профессор Вудру решил присвоить это открытие себе. Он запер Памелу в лаборатории с разлитыми опасными химикатами. Памела должна была умереть, но в качестве отчаянного шага она использовала на себе свою же экспериментальную сыворотку. Таким образом, она выжила, но мутировала, став собственно Ядовитым Плющом. Теперь она мстит Вудру, проделывая с ним похожий фокус. Профессор, однако, также не умирает, а мутирует.                                                      |            |                                                                   |                  |                            |                  |
| 50 | 3          | «Флороник Мен» «Floronic Man»                                     | Джунки Парк      | Видхья Айер                | 30 января 2025   |
| Глиноликий устраивает своё шоу одного актёра в Метрополисе. Удручённый плохими отзывами в Daily Planet, он похищает её редактора Перри Уайта. Глиноликий сам пытается написать о себе хороший отзыв, но у него ничего не выходит. Он просит написать отзыв Бейна. Работа Бейна ему нравится. Глиноликий в образе Перри Уайта отправляется руководить Daily Planet. Он делает Бейна штатным журналистом и ставит работать вместе с Лоис Лейн. Айви же везде мерещится Джейсон Вудру. Она отправляется медитировать, но в лесном мире её медитации на неё нападает Вудру, который теперь Флороник Мен. Харли Квинн не знает, как помочь Айви. Она просит помощи у Фрэнка. Вместе они одолевают Флороник Мена. Брейниак похищает Харли и Айви. |            |                                                                   |                  |                            |                  |
| 51 | 4          | «Потерянный Брейниак» «Breaking Brainiac»                         | Диана Ху         | Кэти Рич                   | 6 февраля 2025   |
| Много лет назад на планете Колу Брейниак, известный как Врил Докс, собирал информацию о других мирах для правительства Колу. У него были жена и сын. После того как его повысили до должности, которая больше не требовала путешествий, его последней миссией стала доставка оружия с уменьшающим лучом с одной из планет. Вернувшись домой с задания Брейниак обнаружил, что всё население Колу уничтожено, включая его семью. Потерянный Брейниак отправился бродить по Вселенной на своём корабле, доводя до идеала попадающиеся ему на пути цивилизации. Затем он уменьшал их и коллекционировал на своём корабле. Наткнувшись на Землю, он обнаружил, что эта планета пригодна для жизни, но деструктивные существа, которые на ней обитают, не позволяют ей раскрыться. Более-менее приличным местом на этой планете оказался Метрополис. Брейниак решил попробовать довести этот город до совершенства. В какой-то момент он наткнулся на Харли Квинн и Айви, которые творили там хаос. Он решил уничтожить их, но за девушек вступилась Лена Лютор. Она сказала, что сможет держать их в узде. Брейниак отпустил их, но стёр их воспоминания о посещении его корабля. Тем не менее, Харли Квинн теперь постоянно мерещатся черепа. |            |                                                                   |                  |                            |                  |
| 52 | 5          | «Званый ужин с макаронами» «Big Pasta Dinner»                     | Кристина Манрике | Джеймисен Борак            | 13 февраля 2025  |
| Брюс Уэйн приглашает Харли Квинн, Айви и других жильцов своего элитного многоквартирного дома на званый ужин. Приходит Лоис Лейн, Дэмиен и падчерица Джокера София, которую сопровождает сам Джокер. Во время ужина на мгновение гаснет свет и в этот момент кто-то убивает дворецкого Альфреда. Предположительно это сделала Харли Квинн, так как у неё в руках оказывается окровавленный нож. После некоторой беготни по гигантскому особняку, злоумышленником оказывается Дик Грейсон, который вернулся, чтобы отомстить Харли Квинн за своё убийство. Хотя убийство Альфреда было постановочным, дворецкий накачивает себя стероидами и превращается в Макарони. Он собирается мстить сразу всем за пренебрежительное к себе отношение. Гости объединяются и сообща одолевают Макарони. Альфреда арестовывают. |            |                                                                   |                  |                            |                  |
| 53 | 6          | «Запри моё сердце в бутылку» «Bottle My Heart»                    | Джунки Парк      | Дин Лори                   | 20 февраля 2025  |
| Харли Квинн случайно признаётся Лоис Лейн, что это они с Айви убили доктора Джейсона Вудру. Daily Planet печатает эту новость на первой полосе. Харли отправляется в редакцию, чтобы требовать от Перри Уайта напечатать опровержение этой новости. В редакции она узнаёт в Уайте Глиноликого. У Лены Лютор конфликт с Брейниаком. Теперь она опасается, что тот может навредить Метрополису. Она отправляется в Daily Planet, чтобы рассказать историю Брейниака Перри Уайту, а тот должен через свою газету предупредить о Брейниаке горожан. Лена рассказывает всё Уайту, но под его личиной скрывается Глиноликий, который решает донести информацию о Брейниаке через мюзикл. Сценарий мюзикла пишет Бейн. Глиноликий играет в постановке Брейниака, а Харли Квинн напрашивается на роль Лены Лютор. Брейниак же находится в своём путешествии по Вселенной уже много веков. У него на корабле был питомец, обезьянка по кличке Коко. Коко давно умер, но Брейниак не осознавал этого и продолжал общаться с его останками. Теперь же в мюзикле он увидел смерть Коко. В постановке Коко играл Фрэнк. Брейниак начал задумываться о том, что возможно он безумен. Кто-то убивает Фрэнка.                                              |            |                                                                   |                  |                            |                  |
| 54 | 7          | «Фрэнкетт» «Frankette»                                            | Диана Ху         | Лесли Шапира               | 27 февраля 2025  |
| На похоронах Фрэнка его ДНК и ДНК Айви смешиваются, что даёт рождение новому растению по имени Фрэнкетт. Лена Лютор утверждает, что Фрэнка убил Брейниак и помогает Харли Квинн и Айви попасть на его корабль. Брейниак находится в депрессии, он принялся уничтожать Метрополис. Подруги уменьшают его при помощи его же уменьшающего луча. На экране его корабля Харли и Айви видят кадры из-за кулис мюзикла, из которых становится понятно, что Фрэнка убила Лена Лютор. Айви отправляется спасать Фрэнкетт, которая находится в частной школе с Бейном, Златовлаской и сыном Короля Акул. Харли просит Лену остановить разрушение Метрополиса. Та выполняет её просьбу, но в качестве награды забирает себе Фрэнкетт. Лена Лютор подключает себя к кораблю Брейниака. |            |                                                                   |                  |                            |                  |
| 55 | 8          | «Семейные разборки» «Family Feud»                                 | Кристина Манрике | Видхья Айер                | 6 марта 2025     |
| Айви, которая в ссоре с Харли Квинн из-за потери Фрэнкетт, решает в одиночку отправиться на корабль Брейниака, чтобы отомстить Лене Лютор. Вскоре она выясняет, что телепорт на корабль сломан. Ей удаётся только завладеть дневником Лены. В это время Харли получает сообщение от своего отца, что её мама умерла. Девушка отправляется в родительский дом, где находит маму живой. Это Лена наняла её отца, чтобы он задержал её. Когда за Харли приходят люди Лены Лютор, её отец случайно погибает в перестрелке. Его смерть заставляет Харли осознать важность семьи, она решает помириться с Айви. Из дневника Лены подруги узнают, что у неё есть комплекс, связанный с братом Лексом. Она ненавидит его, но при этом жаждет его признания. Айви и Харли Квинн решают освободить его из тюрьмы, чтобы использовать против Лены. Мама Харли помогает им. |            |                                                                   |                  |                            |                  |
| 56 | 9          | «Эпизод с бутылкой» «Bottle Episode (But Not a 'Bottle Episode')» | Джунки Парк      | Джеймисен Борак и Кэти Рич | 13 марта 2025    |
| Лена Лютор уменьшает Метрополис и помещает в бутылку на корабле Брейниака. Далее она, в поисках Лекса, устраивает в Метрополисе хаос. Харли Квинн отвозит Лекса и остальных в Бэт-пещеру. При помощи Брюса Уэйна и примочек Бэтмена она доставляет Лекса на корабль Брейниака. Джокер требует от Лоис Лейн, которая в отношениях с Суперменом, срочно вызвать того из отпуска, чтобы он мог наконец спасти Метрополис. На корабле Брейниака Харли Квинн, которая по образованию психиатр, примиряет брата и сестру. Это, однако, никоим образом не улучшает ситуацию, так как Лена и Лекс теперь объединяются и собираются вместе поработить Вселенную. Лена уменьшает Айви и Харли Квинн с её мамой и помещает в бутылку с Брейниаком. |            |                                                                   |                  |                            |                  |
| 57 | 10         | «В этом-то и суть беспорядка» «The Mess Is the Point»             | Диана Ху         | Дин Лори и Лесли Шапира    | 20 марта 2025    |
| Харли Квинн удаётся поссорить Лекса и Лену. Лена направляет корабль Брейниака, на котором они все сейчас находятся, на столкновение с его родной планетой Колу. Узники бутылки, а именно Харли с мамой, Айви и Брейниак, объединяют силы и разбивают свою бутылку. Они возвращают себе свой размер, а Лекса и Лену наоборот уменьшают. Их обоих затем съедает Фрэнкетт. Брейниак, который теперь не верит в совершенство, а верит в разрушение, отказывается менять курс корабля. Он примиряется с потерей своей семьи и сам собирается принять смерть. Остальным он позволяет покинуть корабль на спасательной капсуле. Капсула летит к Земле, но попадает в пояс астероидов и разрушается. Появляется Супермен, который всех спасает. |            |                                                                   |                  |                            |                  |

### Комментарии
1. ↑  Во время выхода в эфир в оригинале эпизод назывался «Riddle U» (с англ. — «Вот тебе загадка»)[9].
2. ↑  Во время выхода в эфир в оригинале эпизод назывался «Trapped» (с англ. — «Пленённые»)[9].
3. ↑  Во время выхода в эфир в оригинале эпизод назывался «The Runaway Bridesmaid» (с англ. — «Сбежавшая подружка невесты»)[11][12].